# 象ヶ鼻平助
象ヶ鼻 平助（ぞうがはな へいすけ、1836年（天保7年） - 1890年（明治23年）3月18日）は、安房国館山（現・千葉県館山市）出身の大相撲力士。最高位は大関。身長171cm、体重103kg。所属部屋は谷川部屋→雷部屋→高砂改正組。幸運かつ異例なスピード出世で知られる。

## 略歴
元幕下二段目・鍬形の4代谷川の門人となり1859年（安政6年）11月鍬形 平次の名で幕下に付出される。1861年（万延2年）轟 平助と改め1866年（慶応2年）11月場所4日目より丸亀藩の抱えとなり象ヶ鼻 平助を名乗る。1868年（慶応4年）6月入幕。1870年（明治3年）4月小結を飛ばして関脇、翌1871年（明治4年）3月鬼面山谷五郎の引退を受けて大関に昇進。入幕から6場所での大関は年功序列の当時としては考えられないスピード出世だった。たくましい体で力量もあったが不器用な取り口で大関わずか3場所で1872年（明治5年）4月限りで引退した。
年寄白玉となるも翌1873年（明治6年）高砂改正組事件が起こると改正組に加わり大関を務めたが、これも長続きせず不遇のうちに郷里に帰り1890年（明治23年）3月18日に55歳で没した。

## 成績
- 幕内9場所　36勝16敗30休7分1預

### 場所別成績
| 1859年 | x                     | 西幕下42枚目 –       |
| 1860年 | 西幕下39枚目 –        | 西幕下33枚目 –       |
| 1861年 | 東幕下32枚目 –        | 東幕下30枚目 –       |
| 1862年 | 東幕下25枚目 –        | 東幕下21枚目 –       |
| 1863年 | 西幕下17枚目 –        | 西幕下14枚目 –       |
| 1864年 | 東幕下14枚目 –        | 西幕下16枚目 –       |
| 1865年 | 西幕下13枚目 –        | 西幕下13枚目 –       |
| 1866年 | 西幕下8枚目 3–3 1分   | 西幕下7枚目 3–3 3分  |
| 1867年 | 東幕下4枚目 3–3 2分   | 東幕下4枚目 3–4 2分  |
| 1868年 （明治元年） | 東前頭7枚目 6–2–1 1分 | 東前頭4枚目 4–3–3    |
| 1869年 （明治2年） | 東前頭2枚目 8–1–1     | 東前頭筆頭 5–0–2 3分 |
| 1870年 （明治3年） | 東関脇 5–2–2 1預      | 西関脇 4–3–1 3分     |
| 1871年 （明治4年） | 西大関 3–5–2          | 西大関 1–0–8 1分     |
| 1872年 （明治5年） | 西大関 引退 0–0–10    | x                    |
| 各欄の数字は、「勝ち-負け-休場」を示す。 優勝 引退 休場 十両 幕下 三賞：敢=敢闘賞、殊=殊勲賞、技=技能賞 その他：★=金星 番付階級：幕内 - 十両 - 幕下 - 三段目 - 序二段 - 序ノ口 幕内序列：横綱 - 大関 - 関脇 - 小結 - 前頭（「#数字」は各位内の序列） |                       |                      |

- 当時は十両の地位が存在せず、幕内のすぐ下が幕下であった。番付表の上から二段目であるため、現代ではこの当時の幕下は、十両創設後現代までの十両・幕下と区別して二段目とも呼ぶ。
- 幕下以下の地位は小島貞二コレクションの番付実物画像による。また当時の幕下下位以下の星取・勝敗数等に関する記録は相撲レファレンス等のデータベースに登録がないため、幕下下位以下の勝敗数等は省略。